# Hydrangea stylosa
Hydrangea stylosa är en hortensiaväxtart som beskrevs av Joseph Dalton Hooker och Thoms. Hydrangea stylosa ingår i släktet hortensior, och familjen hortensiaväxter. Inga underarter finns listade i Catalogue of Life.